# Funkora
Funkora è un singolo del gruppo musicale italiano Ridillo, pubblicato il 22 giugno 2018.
Composto da Bengi e Vittorio Boni, è il terzo estratto dall'album Pronti, Funky, Via!. Include un remix di Bengi.

## Tracce

### download digitale
1. Funkora (radio edit) – 2:59
2. Funkora (summer groove) – 3:02